# Xanthomelon ruberpumilio
Xanthomelon ruberpumilio är en snäckart som beskrevs av Alan Solem 1979. Xanthomelon ruberpumilio ingår i släktet Xanthomelon och familjen Camaenidae. Inga underarter finns listade i Catalogue of Life.